# Університет Гакусюін
Університет Гакусюін (яп. 学習院大学, Гакусю: ін Дайгаку) - вищий освітній заклад в місті Токіо, Японія. Відновлений після Другої світової війни як підрозділ Шкільної корпорації «Гакусюін», приватизованого правонаступника Школи перів, відкритої в період Мейдзі спеціально для нащадків японської аристократії.

## Відомі випускники
- Імператор Сьова
- Імператор Акіхіто
- Імператор Нарухіто
- Принцеса Саяко Курода
- Принцеса Како
- Міядзакі Хаяо
- Йоко Оно
- Асо Таро
- Нагаміті Курода

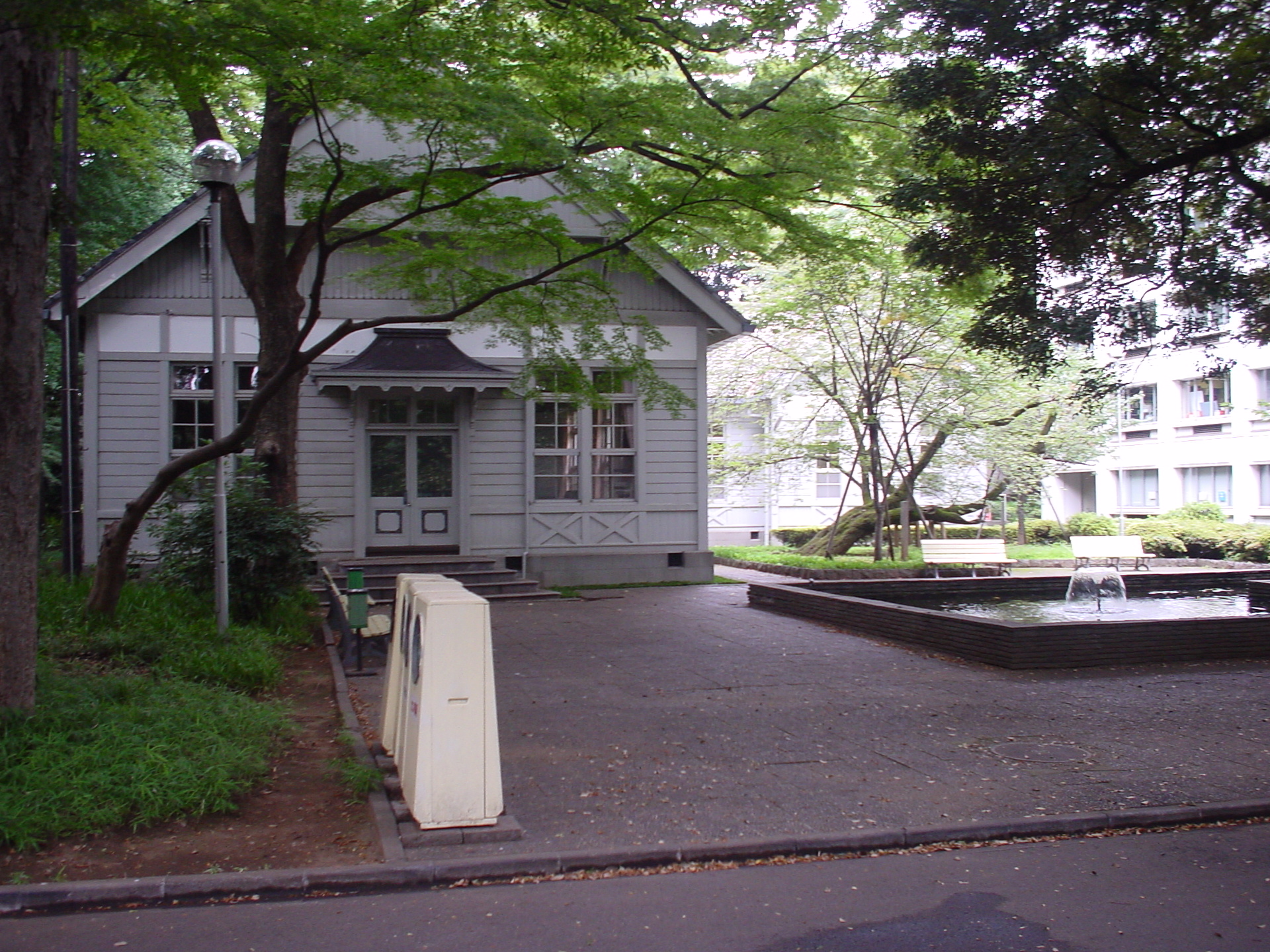

Також див.: Категорія: Випускники університету Гакусюїн